# 毘瑠璃王
毘瑠璃王（梵: Virūḍhaka, ヴィルーダカ、巴:  Viḍūḍabha, ヴィドゥーダバ、毘瑠璃＝ビルリ、琉璃・瑠璃＝ルリ王など）は、紀元前6世紀頃、又は紀元前5世紀頃の古代インドに栄えたコーサラ国の王。
前王波斯匿王（はしのくおう）の子。また釈迦族を殲滅させた王として知られる。
母親の名前は仏典により一致しないが、名前をVāsavakhattiyā、あるいはNāgamundāともいい、一般的に釈迦族の召使いの娘と波斯匿王との間に生れたのがヴィドゥーダバとされている。また別の仏典では、マッリカー夫人（末利、摩利夫人とも）の子とも記される。
ヴィドゥーダバの名前はその祖母が、王の愛者（Vallabha)となるべしといったのを、耳の遠い大臣がVidudabhaといったと誤ったのが原因だといわれている。

## 毘瑠璃王と釈迦族
当時、中インドにはマガダ国とコーサラ国の2つの大国があり、その間で釈迦族は小さな種族として、ほぼコーサラ国に従属していた。釈尊が悟りを開いて間もない頃、波斯匿王は釈迦族から妃を迎えたいと要請するが、王はもし妃を差し出さなければ釈迦族を攻めるつもりだったといわれる。
釈迦族は「われらは大姓なり。なぜ卑しきものと縁を結ばなくてはならないのか!?」と、その血筋の誇り高きから一計を案じた（釈迦族は他の民族とは婚姻しないという伝統があったともいわれる）。そこで釈迦族のマハーナーマン（摩訶摩男、大臣ともいわれる）が「波斯匿王は暴悪だから、もし怒らばわが国を滅ぼすだろう」と思い、大臣自身と下女との間に生ませた娘が容姿端麗だったので、その下女の娘を自分の子であると偽り、沐浴させて身なりを整えさせて立派な車に載せて波斯匿王のもとに嫁入りさせた。この妃はすぐにヴィドゥーダバ太子を生んだ。

## 成長期
ヴィドゥーダバが8歳になった頃、母親の実家である釈迦族の地へ行って、弓術などの修練に励んで来るように王に命じられ、釈迦族の子弟と共に弓術を学んだ。ちょうどその頃、城の中に新たな講堂が完成し、神々や王族などのみが登ることができる神聖な獅子の座に、ヴィドゥーダバが昇り座ったのを釈迦族の人びとが見て、「お前は下女の産んだ子だ。それなのにまだ諸天さえ昇っていないのに座った」と、怒って太子の肘を捕らえて門外に追い出し鞭を打って地面に叩きつけた。ヴィドゥーダバは「我が後に王位についた時、このことを忘れてはいけない」と恨みを懐くようになった。
なお一説には、波斯匿王もこの事実を知ると、下女だった妃とヴィドゥーダバ太子に嫌悪感を持ち、位を下して城から追い出し粗末な生活をさせたが、釈尊の説得によって元の生活に戻ったとも言われている。

## 釈迦族への進軍
ヴィドゥーダバは成長すると、波斯匿王の留守中を狙って王位を奪った。
ヴィドゥーダバ王は釈迦族殲滅を企て進撃するが、それを知った釈尊は一本の枯れ木の下で座って待っていたといわれる。進軍してきたヴィドゥーダバ王は釈尊を見かけると「世尊よ、ほかに青々と茂った木があるのに、なぜ枯れ木の下に座っているか？」と問うた。釈尊は「王よ、親族の陰は涼しいものである。」と静かに答えた。しかし釈尊はこれを三度繰り返しつつも、その宿縁の止め難きを知り四度目にとうとう釈迦族のいるカピラ城へ攻め込んだ。「仏の顔も三度まで」ということわざはこの出来事に由来していると言われている。
この時、マハーナーマンがその責任を感じ「自分が池に潜っている間に逃げた人は助けてやってくれ」と懇願したのでヴィドゥーダバがそれを許したが、いつまで経っても池から出てこないので兵に見に行かせると、マハーナーマンは池の草に自らの髪の毛をくくりつけて死んでいたという。彼は釈迦族の500人の女性を掠め取ったといい、期せずして釈迦族はヴィドゥーダバが率いるコーサラ国の軍隊によってほとんどが滅ぼされてしまったといわれる。
またヴィドゥーダバは釈迦族を殲滅して城に戻り兄のジェータ太子（祇陀）も殺害したとも伝えられる。釈尊は「彼とその軍隊は7日後に死ぬだろう」と予言したが、その予言どおり戦勝の宴の最中に落雷によって、あるいは川遊びの最中に暴風雨で増水して海に流され魚の餌となったなどと記録されている。

## 参考
武者小路実篤の戯曲『わしも知らない』は、この釈迦族殲滅の模様を取材して書かれたものである。